# 圖森莊園 (亞利桑那州)
圖森莊園（英語：Tucson Estates）是位於美國亞利桑那州皮馬縣的一個人口普查指定地區。根據2010年美國人口普查，該地共人口9755人，而該地的面積約為13.35平方千米。

## 地理
圖森莊園的座標為32°10′51″N 111°06′35″W / 32.18083°N 111.10972°W，而該地最高點為海拔高度807米（即2648英尺）。